# خوزه ریس
خوزه ریس (انگلیسی: José Reyes؛ زادهٔ ۱۱ ژوئن ۱۹۸۳) یک بازیکن بیس‌بال اهل جمهوری دومینیکن است.

## زندگی شخصی
پس از ترک مِتس برای آژانس رایگان ، ریس به ساخت خانه خارج از فصل خود در لانگ آیلند ادامه داد. او با همسرش کاترین در منهست ، نیویورک زندگی کرده بود و سپس به اولد بروکویل نقل مکان کرد. ریس دوست نزدیک پارچ راست دست سابق خوزه لیما بود. وقتی لیما در 23 مه 2010 درگذشت ، ریس گفت: "او بامزه ترین مردی است که می توانستی ملاقات کنی ، او همیشه لبخند می زد ، همیشه خوشحال بود. شناختن او خوب بود. این یک روز سخت واقعی است ... من او را می شناسم مدت ها طولانی. مردم در جمهوری دومنیکن این پسر را بسیار دوست دارند ، بنابراین روز بسیار سختی نه تنها برای مردم دومنیکن ، بلکه برای همه به دلیل پسری که بود ".ریس در 25 ژوئیه 2008 با کاترین رامیرز ازدواج کرد. آنها سه دختر و یک پسر با هم دارند: کاترین ، اشلی ، جوزلین و فرناندو. در تاریخ 31 اکتبر 2015 ، ریس به اتهام تعرض به همسرش در وایلا ، هاوایی دستگیر شد.در تاریخ 30 مارس 2016 ، دادستان ها در Maui به این دلیل که همسرش از همکاری به عنوان شاهد خودداری می کند ، به رد اتهامات سو abuse استفاده در خانه منتقل شدند.ریس و همسرش در تاریخ 4 آوریل 2018 تابعیت آمریکا را بدست آوردند.
- Reyes در تابستان سال 1999 در هنگام اردوی امتحان در سانتیاگو در جریان یک اردوی آزمایشی در Santiago دیده شد. پس از نگرانی های اولیه در مورد چارچوب جزئی Reyes ، متس به او پیشنهاد داد که این قرارداد را در 16 آگوست 1999 امضا کند. علیرغم ارسال سنتی جوانان به بازی در آکادمی دومنیکن خود ، مت ها استثنایی را با ریز ایجاد کردند و او را برای مسابقات سال 2000 به مسابقات Kingsport Mets از لیگ آپالاچی در سطح تازه کار فرستادند.
- برای فصل 2001 ، ریس به بمب افکن های پایتخت لیگ A کلاس آتلانتیک جنوبی منصوب شد. او هم در میدان و هم در صفحه برتری داشت و با 42 ضربه خارج پایه 0.307 را زد و جایزه بهترین بازیکن سال را از آن خود کرد.
- ریس پس از دعوت به تمرینات بهاری با تیم اصلی لیگ متس ، فصل 2002 را با سنت لوسی متز در لیگ ایالتی فلوریدا کلاس A-Advanced آغاز کرد. در سه ماه اول این فصل ، او نشان داد که می تواند از عهده صعود برآید و به لیگ بینگامتون از مسابقات لیگ Double-A صعود کرد. در اولین بازی خود ، Reyes 5 بازدید و 4 RBI داشت و او در 65 بازی با میانگین 287 ، 27 سرقت و 26 ضربه خارج از پایه ، فصل را به پایان رساند.
- در 15 دسامبر سال 2002 ، متس با ری ردوونیز میان رده کوتاه و پرتوهای شیطان تامپا معامله کرد. دو هفته بعد ، متس با ری سانچز کهنه کار خود را با یک قرارداد یک ساله امضا کردند ،  با این برنامه که اجازه می دهد ری در بزرگسالان بالغ شود در حالی که سانچز لیگ بزرگ را برای او گرم نگه داشت.Reyes دو ماه اول فصل 2003 را با Norfolk Tides از لیگ بین المللی سه گانه گذراند ، جایی که او فقط در 42 بازی 0.269 را زد و 26 پایگاه را دزدید.
- مصدومیت های مایک پیازا و مو واگن به عملکرد ضعیف متس در لیگ ملی شرق کمک کرده و در نهایت مدیر آرت هوو را متقاعد کرد که برخی از استعدادهای جوان تیم را شروع کند.هنگامی که ری سانچز انگشت شست خود را در 5 ژوئن 2003 کشید ، ریز تماس خود را با رشته های اصلی دریافت کرد ، درست یک روز قبل از تولد 20 سالگی.